# Подгоричани
Подгоричани и Подгоричане-Пе́тровичи — графский род, происходящий из Далмации.
Иван Михайлович Подгоричани († 1779) был генерал-поручиком. Его племянник генерал-майор Георгий Петрович Подгоричани (ок. 1730—1795) получил разрешение передать свою фамилию и титул двоюродному своему брату Егору Филипповичу Петровичу, потомку древнего графского рода этого имени.
Род Подгоричани-Петровичи внесен в V ч. род. кн. Харьковской губ.
Подгоричани, граф, Иван Михайлович, генерал-поручик, происходил из сербского далматского рода; в 1759 г. он вступил полковником в русскую службу и в рядах Молдавского гусарского полка, входившего в состав отряда легкой конницы генерала Тотлебена, принял участие в Семилетней войне. В сентябре 1760 г. Подгоричани отличился при взятии Берлина, и Чернышёв с большой похвалой отзывался о его храбрости. Затем Подгоричани сыграл видную роль при арестовании графа Тотлебена, завязавшего изменнические сношения с пруссаками, и был инициатором решительных мер против Тотлебена.
За отличие в Семилетней войне Подгоричани был произведен в бригадиры, а в 1766 году — в генерал-майоры. В 1768 году он принял участие в борьбе с польскими конфедератами: при попытке овладеть посредством одной конницы городом Старо-Константиновом он потерпел неудачу, но при Хмельнике разбил сильный отряд конфедератов. В 1-ю Турецкую войну он разбил турецкий отряд у реки Рымни (3 января 1770 года), а на следующий день, имея всего 600 человек, обратил в бегство 11 тысяч турок. Столь же лихо Подгоричани действовал в боях под Браиловом, Ларгой и Кагулом и удостоился получить милостивый рескрипт с благодарностью от Императрицы Екатерины II. В 1770 же году Подгоричани вышел в отставку по прошению «за наступающей старостью и болезнью» и умер в 1779 году.
Графиня Нина Михайловна Подгоричани-Петрович (псевд. Эрард, Георгий; 17 декабря 1889 — 15 мая 1964), поэтесса Серебряного Века, переводчица, шахматист.

## Описание герба
В щите, разделенном на четыре части, посредине находится покрытый короною маленький серебряный щиток с изображением чёрной буквы L. В первой и четвёртой частях в золотом поле два черные двуглавые орла, имеющие над главами их по одной короне. Во второй и третьей частях в голубом поле видны два до половины вылетающие одноглавые черные орла, с распростёртыми крыльями и под оными в красном поле на серебряных полосах диагонально означены два льва.
Щит покрыт графскою короною, на которой поставлены три шлема, увенчанные: средний графскою, а крайние два дворянскими коронами, из коих на среднем чёрный двуглавый орел, держащий в лапах скипетр и державу, на крайних шлемах с правой стороны до половины выходит одноглавый чёрный орел, а на последнем лев, над главами которых изображены золотые короны. Намет на щите голубой и красный, подложенный золотом. Герб рода Подгоричани, графов иностранного государства внесен в Часть 6 Общего гербовника дворянских родов Всероссийской империи, стр. 130.